# 京王バス高尾営業所

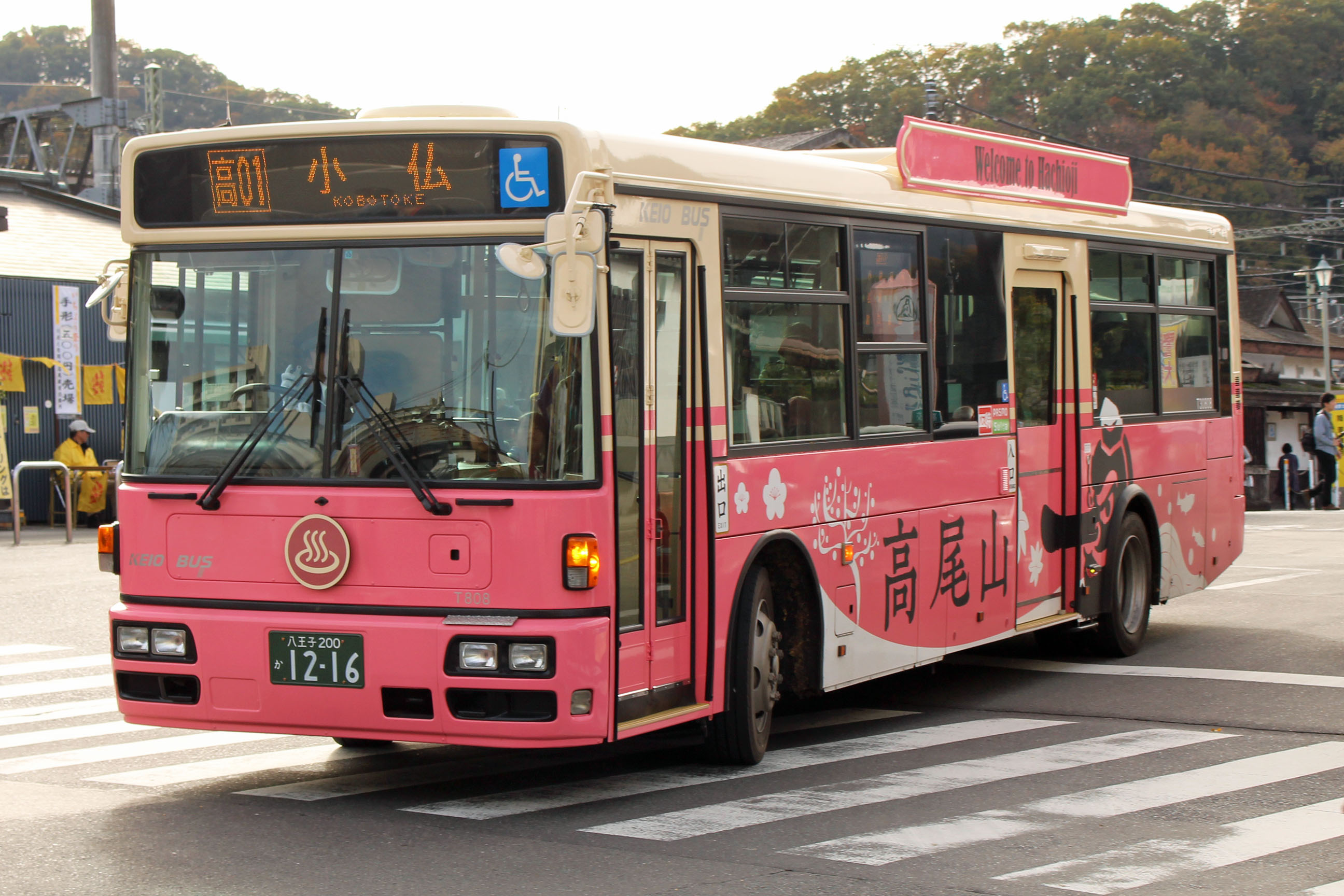
京王バス高尾営業所の車両
高尾山天狗バス（T30808号車）
三菱ふそう・エアロミディ-S、東京特殊車体架装

京王バス高尾営業所（けいおうバスたかおえいぎょうしょ）は、東京都八王子市寺田町に所在する京王バスの営業所。2019年10月1日に南大沢営業所寺田支所から格上げされ営業所となった。当所を表す社内識別記号は、寺田支所時代から引き続き「T」を使用する。
京王電鉄バス八王子営業所、京王バス南・南大沢営業所より路線移管を受け、八王子市南部などの路線を担当している。コミュニティバスの受託運行路線はないが、2020年より後述のめじろ台駅 - ゆりのき台方面発着のミニバス路線「nearくる」を開設している。2022年現在、南大沢営業所との共同運行路線はない。
最寄りバス停留所は、沿線の大規模団地「グリーンヒル寺田」内の「寺田東」。

## 沿革
- 1948年 - いわゆる「大東急」から分離独立し、京王帝都電鉄（現・京王電鉄）として会社設立。直営のバス営業所の一つとして八王子営業所が開設される。
- 1977年 - 京王帝都電鉄（当時）八王子営業所高尾車庫を開設（現在地とは別の場所）。高尾営業所の前身となる。
- 1981年11月4日 - 高尾車庫を閉鎖し、京王帝都電鉄（当時）八王子営業所寺田車庫として開設、現在地に移転。
- 1992年3月25日 - 京王帝都電鉄（当時）八王子営業所南大沢支所（のち南大沢京王バスを経て京王バス南・南大沢営業所）が開設。
- 2014年4月14日 - 京王バス南・南大沢営業所寺田支所設立。京王電鉄バス八王子営業所寺田車庫を、京王バス南へ移管する形で開設。これをもって京王バス南の営業所・支所は3ヶ所となる。設立と同時に、京王電鉄バス八王子営業所、京王バス南・南大沢営業所より一部路線を移管される[3][4]。
- 2019年10月1日 - 京王バス南・高尾営業所に改称。南大沢営業所の支所から独立し、営業所に格上げされる。
- 2020年
  - 2月22日 - この日のダイヤ改正で、ワンボックスカーによるミニバス系統「nearくる（にぁくる）」を運行開始[5]。
  - 4月1日　- 京王電鉄バスからの委託路線だった八04・八06系統、高23・高28系統が京王バス南へ移管され、高尾営業所の全路線が京王バス南の自社運行路線となる。
  - 10月1日 - 京王バス南・京王バス東・京王バス中央の3社が合併し、京王バス（2代目）が発足した事により、当営業所は京王バス・高尾営業所となる。
- 2021年4月5日 - 八王子営業所とともに、京王バスでは初となる連節バスの運行を開始[6]。これに伴い、連節バスで運行する館ヶ丘線に「準急」を設定[7]。

## 現行路線

### 館ヶ丘線
出典：
- 八04：京王八王子駅 - 八王子駅北口 - 八日町四丁目 - 西八王子駅入口 - 並木町 - 高尾警察署前 - 高尾駅南口 - 北館ヶ丘 - 穎明館高校前 - 館ヶ丘団地（駅発は土休日6時台、団地発は土休日7時台）
- 高24：高尾駅南口 - 北館ヶ丘 - 医療センター - 穎明館高校前 - 館ヶ丘団地
- 高24：高尾駅南口 - 北館ヶ丘 - 穎明館高校前 - 館ヶ丘団地（6時台と20時30分以降）
- 高25：高尾駅南口 - 医療センター（医療センター方向は朝、高尾駅方面は午後以降）
- 高26：高尾駅南口 → 北館ヶ丘 → 駐在所 → 館ヶ丘団地
- 高27：高尾駅南口 → 医療センター → 駐在所 → 館ヶ丘団地
- 高28：高尾駅南口 - 狭間駅 - 東京高専前 - 椚田 - グリーンヒル寺田
- 寺01：寺田東 → グリーンヒル寺田 → ゆりのき台→ ゆりのき通り → 明神橋 → 上館 → 医療センター（平日のみ1本運行）
- 準急：高尾駅南口 - 医療センター - 館中学校前 - 穎明館高校前 - 館ヶ丘団地（全停留所を記載）[7]
- 西04：西八王子駅南口 - 散田四丁目 - 高尾警察署前 - 高尾駅南口（平日3往復）

京王八王子駅・高尾駅南口から、館町にあるUR館ヶ丘団地方面に向かう路線群。館ヶ丘団地付近に所在する穎明館中学・高等学校への通学アクセスも担う。
高尾駅南口 - 館ヶ丘団地間は、10分～12分に1本の高頻度で運行される。高24は医療センターを経由しない時間帯がある。
京王八王子駅 - 高尾駅南口までは、国道20号（甲州街道）を経由する。この区間は後述の山01と合わせて、概ね1時間に3本の運行になっていたが、2023年4月1日のダイヤ改正で減便されて40分～60分間隔の時間帯が生まれ、2024年4月1日のダイヤ改正で再度減便されて運行間隔が80分近く空くようになり、2024年9月27日のダイヤ改正で医療センターを経由しない八04の土休日1往復を除いて大幅減便され、駐在所経由の八06は廃止された。
なお、国道20号（甲州街道）沿いの「並木町」停留所付近には、京王帝都電鉄時代のバス八王子営業所（初代）があった。のちに八王子駅北口（現：京王プラザホテル八王子）へ移転し、現在地に再移転している。
途中の東京医科大学八王子医療センターへの通院需要も多いため、朝は医療センター方向に、平日夕方と土曜12時台には高尾駅方面に4 - 5本程度、高24の増発区間便という形で高25が運行されている。東京医科大学八王子医療センターは、高尾駅から館ヶ丘団地方向へ向かう便は朝6時台は経由しない。館ヶ丘団地から高尾駅方向に向かう便は朝8時30分までは経由しない。また、21時00分以降は経由しない。八04・高26は全便非経由である。
高28は、2015年4月1日に新設。平日9 - 10本、土休日5本のみの運行で、高尾駅発着路線の出入庫系統を営業運転化したもの。椚田北を左折し、狭間駅・高専通りを経由して高尾駅へと向かう｡2025年4月1日のダイヤ改正で、グリーンヒル寺田方向のみ毎時1本程度に増便された。
寺01は、2017年4月1日に新設。グリーンヒル寺田と東京医科大学八王子医療センターをゆりのき台団地内を経由して結ぶ、鉄道駅を経由しない路線。朝7時台に医療センター方向に平日1本、日中12時台に寺田東方向に1本のみの運行であったが、2019年9月20日のダイヤ改正により寺田東方向は廃止された。病院へのアクセス路線のため土休日は運休となる。
高27は、2018年9月21日に新設。通学需要の生じない平日の日中帯のみ毎時1本の間隔で、穎明館高校を経由せず、館ヶ丘団地方面のみ運行される。
京王電鉄バスからの委託路線だったが、2020年4月1日より京王バス南に移管され自社運行路線になった。八王子営業所が担当していた時代も寺田車庫側が主に運用していた。南大沢営業所との共管になった際には、京王八王子駅側で始発終着する便を八王子営業所、館ヶ丘団地や高尾駅側を始発終着する便は南大沢営業所が主に担当していた。その後、2014年4月14日に八04・06、高24・25・26が八王子営業所および南大沢営業所より移管された。
2021年4月5日より、高尾駅南口 → 館ヶ丘団地に「準急」を設定、連節バスでの運行を開始した。当初は平日7時11分発の団地行きのみだったが、同年12月27日より平日の日中 - 夕方にかけて高尾駅行きの運行も開始された。
以前は高26で深夜バスを運行していたが、深夜需要の減少を受け2020年6月1日のダイヤ改正で廃止され最終バスが22時台に繰り上げられていた。その後、夜間の需要が戻って来た事を受け、2022年9月22日のダイヤ改正で23時台の運行が復活した。なお、深夜バスでは無く通常運賃で運行されている。
2024年9月27日ダイヤ改正で減便された八04に関する意見を踏まえ、2025年4月1日ダイヤ改正より1年間の実証運行として西04が新設された。

### 上大船線
- 八67：八王子駅南口 - 本立寺 - 富士森公園 - 朝日ヶ丘団地坂上 - めじろ台駅 - 下寺田 - 上大船 - 東京家政学院 (朝晩のみ)
- 八67：八王子駅南口 - 本立寺 - 富士森公園 - 朝日ヶ丘団地坂上 - めじろ台駅 - 下寺田 - 上大船（朝、夜間のみ）
- 八67：八王子駅南口 - 本立寺 - 富士森公園 - 朝日ヶ丘団地坂上 - めじろ台駅
- 八90：八王子駅南口 - 本立寺 - 富士森公園 - 山田駅 - 下椚田公園 - めじろ台駅
- 八97：法政大学 → 中寺田 → 下寺田 → 上小比企 →  山田駅 → 富士森公園 → 本立寺 → 八王子駅南口 (土曜朝に片道のみ)
- 八91：上大船 → 下寺田 → 上小比企 → 山田駅 → 富士森公園 → 金剛院 → 八日町四丁目 → 八王子駅北口 → 京王八王子駅（土曜朝に片道のみ）

東京家政学院大学と市内の各駅を結ぶ路線。八王子駅南口からは富士森公園を経由する。バス停留所の行先は「上大船・東京家政学院」と表記され、「上大船」は「かみおおふね」と読む。南大沢営業所所轄時の路線名は「大船線」であった。
八67は、2016年9月16日新設。め23系統の延長運転的性格で、八97系統の経路変更による八王子駅 - 朝日ヶ丘団地 - めじろ台駅間の運行を引き継いでいる。バス停の行先は「めじろ台駅」の表記がない。運行間隔は概ね75分に1本で、朝晩は上大船止まりとなるほか、平日のみ八王子駅 - めじろ台駅間の区間便も存在する。2023年4月1日のダイヤ改正で、家政学院方面のめ23系統は廃止された。
その後、2024年4月1日のダイヤ改正で、家政学院を発着する便は一日1便～2便に減便され、めじろ台駅までに短縮された。
八90は、2021年4月1日新設で八97の区間便として、山田駅から先は高専通りを経てめじろ台駅を発着し、廃止された八62・八64を補完する役割も担う。日中の運行間隔は概ね50分に1本である。
八97は、2014年9月18日新設。中寺田経由でグリーンヒル寺田を経由しないことから本数が非常に少ない。元は西57（西八線）として西八王子駅発着だった路線を、朝日ヶ丘団地経由で八王子駅南口発着に変更し、再編したものである。その後、2016年9月16日のダイヤ改正で朝日ヶ丘団地経由から山田駅経由に変更され、2021年4月1日からは上小比企経由から下椚田公園経由に再度経路変更されたが、2022年1月5日から再び上小比企経由に経路が戻された。これにより、本立寺と八王子駅南口間を除き、かつての八92と同経路になったが、2024年4月1日のダイヤ改正で土曜朝に片道のみに減便された。
八91は、2005年3月25日に八王子営業所から南大沢営業所へ移管。2016年4月1日に南大沢営業所から移管された。甲州街道を八幡町交差点で左折し、中央線の踏切を越えて上大船へと向かう。元々終日1本と本数が少なかったが、2021年4月1日のダイヤ改正で土曜の早朝に1本のみの運行に変更された。
その後、2023年4月1日のダイヤ改正で、京王八王子駅方向が廃止された。しかし、同年9月21日に運行する方向が入れ替わり、京王八王子駅方向が復活し今度は上大船方向が廃止された。現在は片道のみの運行となっている。
主に中型車や中型長尺車が使用されているが、2021年4月1日のダイヤ改正以降は、大型車での運用も増えている｡

### 和田線
出典：
- 八81：八王子駅南口 - 片倉城址 - 上小比企 - 要石 - 大巻観音・館事務所 - 和田 - 東京高専前 - めじろ台駅

京王高尾線の南側を経由する路線。八81は、2014年4月14日に南大沢営業所より移管された。沿線は鉄道駅までは遠く利用者が多いため、メインである八81は毎時4本の高頻度で運行される。和田 - 東京高専前間の道路の道幅が狭い区間があるため、主に中型車・中型長尺車で運転されているが、代走の際にはかつて八王子営業所が担当していた時と同様に大型車が運用に就くこともある。
八王子市は面積が広いため、各地域に市役所の出張所である「事務所」が設けられているが、「大巻観音・館事務所」停留所は館町156番地にある館事務所の最寄りであり、八81系統は館事務所への足ともなっている。
なお、多摩市和田にも同名の「和田」という停留所があり、桜ヶ丘営業所や南大沢営業所の路線が経由する。

### 寺田団地線
- 八96：八王子駅南口 - 実践高校 - 富士森公園 - 西八王子駅南口 - 散田四丁目 - 横山中学 - めじろ台駅 - 下寺田 - グリーンヒル寺田 - 法政大学 (平日の朝晩2便、土日祝の八王子方向担当)
- 八94：八王子駅南口 - 実践高校 - 富士森公園 - 西八王子駅南口 (平日のみ担当)
- 八98：八王子駅南口 - 富士森公園 - 西八王子駅南口 - 散田四丁目 - 横山中学 - めじろ台駅 - 椚田北 - グリーンヒル寺田 (土日祝の夜間にグリーンヒル寺田方向のみ)
- 八99：八王子駅南口 - 本立寺 - 南大通り - 都立八王子盲学校 - 西八王子駅南口（平日夜間の西八王子駅方向のみ）
- 西55：西八王子駅南口 - 散田四丁目 - 横山中学 - めじろ台駅 - 下寺田 - グリーンヒル寺田
- 西56：西八王子駅南口 - 散田四丁目 - 横山中学 - めじろ台駅 - 下寺田 - グリーンヒル寺田 - 法政大学
- 急行：西八王子駅南口 - めじろ台駅 - 法政大学（学休期間は運休）
- 急行：西八王子駅南口 → めじろ台駅 → 法政大学 → 法政大学経済学部前 → 法政大学体育館（学休期間は運休）
- め05：めじろ台駅 - 下寺田 - グリーンヒル寺田
- め06：めじろ台駅 - 下寺田 - グリーンヒル寺田 - 法政大学 (平日の朝に1便のみ)
- 急行：めじろ台駅 -（急行）- 法政大学（学休期間は運休）
- 八南01：京王八王子駅 → 八王子駅北口 → 横山町  → 万町  → 八王子駅南口（土曜朝に片道のみ）

2015年9月25日に八王子営業所から一部便が移管され、共同運行となった。
沿線に法政大学やグリーンヒル寺田があるため利用者が多い。メインは西八王子駅 - めじろ台駅 - 法政大学間の西56で、おおむね1時間に5 - 6本が運行される。
めじろ台駅 - 法政大学間のめ06は、大学の講義前のラッシュ時に増発便として運行されていたが､2023年9月16日のダイヤ改正を以って､休止となり､現在は一本も運行が無い｡但し､急行便は継続運行中｡
法政大学への需要がない深夜・早朝は、グリーンヒル寺田止まりの西55・め05を中心に運行される。以前は西55の深夜バスが運行されていたが深夜需要の減少を受け徐々に減便され2024年9月27日のダイヤ改正で廃止された。
西56・西55を富士森公園経由で八王子駅南口まで延長運行したものが八96・八98であるが、2024年4月1日のダイヤ改正で、八96と八99の高尾担当分は平日夜間に片道のみとなり、八94と八98は全便が八王子担当となる大幅減便となり、2025年4月1日のダイヤ改正で、八96が減便し、八94と西56に分割された為、再度、八94と八98を担当する形になった。
八99は、八王子駅から南大通りを直進して西八王子駅へ向かうが、高尾担当分は平日夜間の片道のみである。
急行便は途中のめじろ台駅と椚田北および榛名橋（2022年頃より新規停車）に停車していたが、2025年4月1日のダイヤ改正で、再度、駅のみ停車する形になり、各駅停車のめ06が平日の朝に、めじろ台駅方向で1便のみ復活してる。2021年7月1日からめじろ台駅発の一部便で連節バスによる運行が開始された。なお、急行便の時刻表は、バス停にのみ掲示されており、京王バスのホームページでは省略されていたが、2023年4月1日のダイヤ改正より、高尾営業所が大半を担う事になり、掲載されるようになった。
八南01は、2023年4月1日のダイヤ改正で、八王子営業所より移管。国道20号線を八日町交差点で左折して南下し、中央線の踏切を越えた後に八王子駅南口へと向かう路線で、八97（初代）の経路を八王子駅南口発着に切り替えたものである。同年9月21日のダイヤ改正で京王八王子駅方向が廃止された上で、運行も土曜のみに削減された。
現在は、八91や八67と併せた運用となっており、中型車から大型車まで、ダイヤ改正の度に車輌が変更されている。

### 小仏線
出典：
- 高01：高尾駅北口 - 小仏
- 山01：京王八王子駅 - 八王子駅北口 - 八日町四丁目 - 西八王子駅入口 - 並木町 - 高尾警察署前 - 高尾駅南口 - 高尾駅入口 - 高尾山口駅

小仏峠に向かう系統で、京王バスの路線としては最西端を走る。高01は2014年4月14日に南大沢営業所より移管。中型車や中型長尺車が使用されており、ハイカーの利用が多い登山シーズン時には2 - 3台が続行便で運行され、南大沢の車両が増発運用に就くこともある。土休日の方が本数が多い。
平日の朝の高尾駅方向と午後の小仏方向の一部便は、駒木野 - 小仏間で自由乗降区間が設定されている。ただし完全なフリー乗降制ではなく、バス停以外の特定の指定箇所で乗降できる設定になっている。
山01は、2015年10月27日に新設。原則として専用車両「高尾山天狗バス」が充当されていた。現在は車両の固定はなくなり通常の大型車が運用に入る。
山01はかつて、八王子営業所が運行していた八06（初代）と同経路で事実上の路線復活となっているが、2023年4月1日のダイヤ改正で平日は1便のみとなった。又、休日の午前便は八南01と併せた運用となっている。2025年4月1日ダイヤ改正より、全便が高尾駅南口経由に経路変更された。

### 拓大線
- 高23：高尾駅南口 -（急行）- 拓殖大学

通学や帰宅ラッシュ時を除き、おおむね平日は毎時4 - 6本、土曜日は毎時4本、休日は毎時2本程度の運行。京王電鉄バスからの委託路線だったが、2020年4月1日より京王バス南に移管され、自社運行路線になった。

### 穎明館線

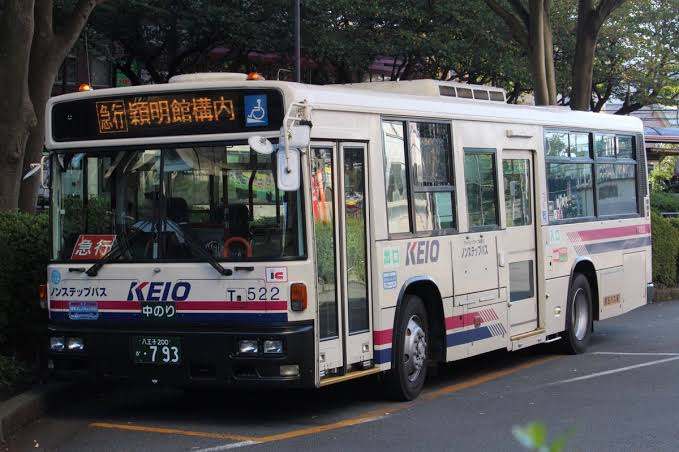
穎明館構内行き便

- 急行：高尾駅南口 -（途中無停車）- 穎明館高校構内

穎明館中学・高等学校の構内へ乗り入れる直行便。
交差点の形状により、館ヶ丘団地周辺は折返場方面から町田街道へ抜けて、上述の拓大線と同経路で高尾駅へと向かう。
通常は穎明館高校構内行きは朝のみ、高尾駅行きは放課後のみの運行。学校祭開催時等には特別ダイヤが組まれる。
京王電鉄バスからの委託路線だったが、2020年4月1日より京王バス南に移管され、自社運行路線になった。

### 寺田みなみ野線
- み05：八王子みなみ野駅 - 宇津貫公園 - 下大船 - 榛名橋 - グリーンヒル寺田

2018年9月21日、八王子営業所から移管された。
寺田団地と横浜線の八王子みなみ野駅を概ね15分程で結ぶ路線で、2014年11月16日にみ02を廃止し経路変更する形で新設された。平日の朝のみ20分間隔の2台運用だが、それ以外は1台40分間隔で運用されている。榛名橋 - グリーンヒル寺田間は寺田団地線と、寺田橋 - 大船間は上大船線と重複しているが、沿線からJR線の駅へは当路線が最短で、西八王子方面より速い為、朝夕を中心に利用客は増加傾向である｡2023年4月1日のダイヤ改正より､平日の日中や土休日の朝晩において､中型車や中型長尺車が使用されている｡

### ゆりのき線
- め82：めじろ台駅 - 三田 - 東京高専前 - 和田 - ゆりのき台
- め83：めじろ台駅 → 椚田北 → 大巻観音・館事務所 → ゆりのき台（平日朝2本のみ）

めじろ台駅と、館町にあるゆりのき台団地を結ぶ路線。め82は2014年4月14日に南大沢営業所より移管、め83は2015年4月1日に新設された。
め82系統は和田経由、め83系統は大巻観音・館事務所経由であり、終点のゆりのき台は、グリーンヒル寺田から徒歩5分程の場所に位置しており、法政通りから折返場が見えるほどである。

### nearくる (ミニバス路線)
- め小01〈往路〉：めじろ台駅 → 三田（乗車専用） → 東京高専前（乗車専用） → ゆりのき台入口 → 長久保公園 → 館町中央通り → 殿入南公園 → ゆりのき台1区南 → 巴公園東 → ゆりのき台
- め小01〈復路〉：ゆりのき台 → 巴公園東 → ゆりのき台中央公園 → ゆりのき台1区南 → 館町中央通り → 殿入南公園 → ゆりのき台1区西 → 長久保公園 → 東京高専前（降車専用） → 三田（降車専用） → めじろ台駅

2020年2月22日のダイヤ改正で運行開始された。めじろ台駅とゆりのき台団地を結ぶ。小回りの利くミニバス路線で、団地内をめ82・め83よりきめ細かく運行する。「近くまで来る」という意味の「nearくる（にぁくる）」という路線愛称が付けられている。往路と復路で経路が異なるため、ゆりのき台停留所をまたぐ乗車はできない。
トヨタグループのアイシンが展開する移動支援サービス「チョイソコ」（2019年度グッドデザイン賞受賞）と提携したもので、車体にはオレンジ色の猫のマークの「nearくる」ステッカーと「by チョイソコ」のロゴが貼られている。キャッシュレス限定の運賃支払い、タッチパネル方式の乗車方法など、京王バスの新しいミニバス路線として、今後の地域交通と交通弱者支援のための実験的要素をふんだんに盛り込んでいる。
専用車両として、京王バスカラーのトヨタ・ハイエースコミューター（T72091、T72092）を使用する。乗客定員10名（車椅子乗車時は9名）、車椅子乗車は1台のみ可能。立席乗車は不可で座席ではシートベルトを締める。行先表示機は設置されていない。
ゆりのき台団地の住宅エリア内では、歩道にバス停ポールを立てるのではなく、ガードレールにプレートを取り付け「バス停スポット」を設置する。各バス停スポットには停留所ナンバリングが付されている。運行時刻は10時台から15時台の日中時間帯のみで、各バス停ごとに1時間1本のパターンダイヤとなっており、バス停スポットには時刻表の代わりに「毎時○○分運行」とのみ表示される。
運賃支払い方法
高尾営業所管内の他の路線と異なり、運賃は前払いとなっている。東京都シルバーパスは利用できず、障害者手帳提示による割引適用もない。
- めじろ台駅・三田・東京高専前 - ゆりのき台住宅エリア：大人300円（小人半額）
- ゆりのき台住宅エリア内の停留所間：大人150円（小人同額）。

支払い方法はキャッシュレス限定となっており、現金での支払いはできない。また、京王バスの回数券・一日乗車券なども利用できない。
利用可能な決済方法は以下のとおりで、これらの決済手段を持っていない場合は乗車できない。
- PASMO・Suicaなど交通系ICカード（京王バスの金額式IC定期券「モットクパス」を含む）[5]
  - 車内チャージはできない[5]。
- クレジットカード（Visa、Master、JCB、Discover、AMEX、Diners）[5]
- QRコード決済（Alipay、LINEPay、WechatPay、d払い）[5]
- 電子マネー（iD、QUICPay）[5]
- nearくる専用利用券[5]

乗車・降車方法
乗車方法はタッチパネル方式で、乗車時に車内のドア付近に設置されたタブレットに、降車停留所の番号→「乗車人数」と数字→「乗る」をタッチし、乗務員に支払い方法を告げた上で、上記のいずれかの方法で前払いする。降車停留所の番号は、タブレット下部の路線図にも記載されている。
降車の際は通常の路線バスと同様、降車ボタンを押して停留所で降車する。なお、乗降可能な停留所は固定されており、フリー乗降区間やデマンドルートは存在しない。

## 休廃止路線

### 一般路線
- 西57：西八王子駅南口 - めじろ台駅 - 椚田 - 中寺田 - 法政大学
  - 2014年4月14日に南大沢営業所より移管されたが、同年9月18日廃止。めじろ台一丁目 - めじろ台駅 - 法政大学間は、同日新設された八王子駅南口発着の八97系統に置き換えられた。
- 八62：八王子駅南口 - 本立寺 - 富士森公園 - 山田駅 - 上小比企 - 下寺田 - 上大船（朝、夜間のみ）
- 八64：八王子駅南口 - 本立寺 - 富士森公園 - 山田駅 - 上小比企 - 下寺田 - 上大船 - 東京家政学院
  - 2016年4月1日に南大沢営業所より移管されたが、2021年4月1日の路線再編で両系統とも廃止された。
- 八97：八王子駅南口 - 本立寺 - 富士森公園 - 朝日ヶ丘団地坂上 - めじろ台駅 - 下寺田 - 中寺田 - 法政大学
  - 2016年9月16日廃止。行先を上大船・東京家政学院に変更の上、八67系統に置き換えられた。
- 八97：八王子駅南口 - 本立寺 - 富士森公園 - 朝日ヶ丘団地坂上 - めじろ台駅
  - 2016年9月16日廃止。八王子駅 - めじろ台駅 - 中寺田 - 法政大学間を当時運行していた八97系統の区間便で、朝2本のみの運行だった。八67に系統番号のみ変更された。
- 八97：八王子駅南口 - 本立寺 - 富士森公園 - 山田駅 - 下椚田公園 - 下寺田 - 中寺田 - 法政大学
  - 2021年4月1日に上小比企経由から再度経路変更されたが、2022年1月5日に上小比企経由に経路が戻されたため廃止。
- 高22：高尾駅南口 - 上館 - 明神橋 - 館事務所
  - 2019年9月20日廃止。高尾駅と館事務所を結ぶ路線。館事務所開庁日の平日のみ運行だった。上館バス停の位置が平行路線のバス停と異なり北野街道上に設置されていた。
- 館01：館ヶ丘団地 - 上館 - 明神橋 - 館事務所
  - 2019年9月20日廃止。館ヶ丘団地と館事務所を結ぶ路線で、鉄道駅を経由しない路線の1つ。館事務所開庁日の平日のみの運行だった。

高22系統・館01系統の廃止で「館事務所」停留所は廃止され、館事務所の最寄りは「大巻観音・館事務所」停留所となっている。
- め07：めじろ台駅 - 下寺田 - 榛名橋
  - 2019年4月1日新設。め05をさらに短縮した系統だったが、2020年2月22日廃止と短命に終わった。平日日中5本のみ運行だった。
- 八81：八王子駅南口 → 片倉城址 → 上小比企 → 要石 → 大巻観音・館事務所 → 和田 → 東京高専前
  - かつては深夜バス1本のみ運行されていたが、2022年現在は運行されていない。
- 山02：高尾山口駅 → 高尾駅北口 (土休日の午後のみ)
- 山03：小仏 → 高尾山口駅 (土休日の午後のみ)
- め23：めじろ台駅 - 下寺田 - 東京家政学院(平日に1本のみ)
  - 2023年4月1日のダイヤ改正をもって廃止された。
- 八91：京王八王子駅 → 八王子駅北口 → 八日町四丁目 → 富士森公園 → 山田駅 → 上小比企 → 下寺田 → 上大船（土曜一便のみ）
- 八南01：八王子駅南口  → 万町 → 横山町 → 八王子駅北口 → 京王八王子駅（土休日一便のみ）
  - 2023年9月21日のダイヤ改正をもって、それぞれ片方向ずつのみ廃止された。
- 八84：八王子駅南口 - 片倉城址 - 上小比企 - 要石 - 榛名橋
  - 2019年4月1日に新設された。八81と八王子駅南口 - 要石間は同じ経路で、その先は南下して榛名橋へ向かっていた。平日のみ2.5往復運行されていたが、2023年9月21日のダイヤ改正をもって廃止された。

- 八04：京王八王子駅 - 八王子駅北口 - 八日町四丁目 - 西八王子駅入口 - 並木町 - 高尾警察署前 - 高尾駅南口 - 北館ヶ丘 - 医療センター - 穎明館高校前 - 館ヶ丘団地
- 八06：京王八王子駅 → 八王子駅北口 → 八日町四丁目 → 西八王子駅入口 → 並木町 → 高尾警察署前 → 高尾駅南口 → 北館ヶ丘 → 駐在所 → 館ヶ丘団地（終日夜一便のみ）
  - 2024年9月27日のダイヤ改正をもって廃止された。八04は改正前まで毎時1本程度運行されていた。
- 直行：法政大学 → 寺田東
- 直行：グリーンヒル寺田 → 寺田東
- 直行：ゆりのき台 → 寺田東
  - 寺田東行きの直行便は、2024年9月27日のダイヤ改正で高尾営業所への入庫便としてそれぞれ新設されたが、2025年4月1日のダイヤ改正をもって廃止され短命に終わった[10]。各停留所から途中無停車で寺田東までを結んでおり、いずれも終日夜1本運行されていた。
- 山01：京王八王子駅 - 八王子駅北口 - 八日町四丁目 - 西八王子駅入口 - 並木町 - 高尾警察署前 - 高尾駅入口 - 高尾山口駅
  - 2025年4月1日のダイヤ改正で、高尾駅南口経由に経路変更[10]。

### イーアス高尾シャトルバス（期間限定運行）
寺田支所時代の2017年夏には、イーアス高尾の無料シャトルバス「南ルート」用として、日野市ミニバスで使用されていた日野・リエッセ（S20505 → T20505号車）が1台転属し、期間限定運行の無料シャトルバス専用車として使用されていた。イーアス高尾のオープンと同時に、2017年6月22日（木）・6月23日（金）および6月24日（土）から8月27日（日）までの土日祝日のみ運行された。
運行ルートは八王子みなみ野駅とイーアス高尾をグリーンヒル寺田経由で結び、停留所はその3ヶ所のみで、京王バスの停留所とは別にシャトルバス専用の臨時バス停が設置された。八王子みなみ野駅の臨時バス停はロータリー内のタクシー乗り場付近、グリーンヒル寺田は専用折返場が設けられ、イーアス高尾は敷地内まで乗り入れた。往路と復路で経路が異なるが、いずれもグリーンヒル寺田折返場で停車する。京王バスの既存の路線バスが通らない経路も走行していた。
なお、シャトルバス「北ルート」と「高尾山口臨時駐車場」行きの便は西東京バス恩方営業所が担当し、他の営業所から一時的に転属させた車両など（リエッセ20168号車、特定車のリエッセII、メルファ）が使用された。西東京バスの担当便も8月31日をもって運行終了した。シャトルバスの運行期間終了後、T20505号車は除籍され南部バスへ移籍している。

## 車両
寺田支所の発足当初は、主に八王子営業所からの転属車で構成されていた。そのため、寺田車庫常駐であった日野・ブルーリボンを中心に、日野・レインボーなど日野自動車製の車両が多く在籍する。また、南大沢営業所からの転属車もあり、三菱ふそう製の車両も少数ながら存在し、かつては日産ディーゼル（現・UDトラックス）製の車両も存在した｡
中でも、八王子営業所寺田車庫時代に導入された2008年式のブルーリボンII（PKG-KV234L2、T20807 - T20820）は、かつては京王バス全体として当営業所にのみ在籍していた（後述の通り一部が桜ヶ丘に転出）。
また、2007年式のPJ-KV234L1（T20703 - T20706、T20710 - T20712）も含めて、車庫のレイアウトに対応する為、給油口が非公式側で座席も全て前向きの仕様となっている。
その後は新車の配置もされるようになり、2014年にはハイブリッドバスとしていすゞ・エルガハイブリッドが導入され、断続的にKV290やLV290も導入されており、さらに八王子や桜ヶ丘より2017年式が相次いで転入してきた為、比率が高くなっている。2019年から新車はいすゞをメインとしており、T12104とT12105からAT車を採用している。ハイブリッド車は2023年に全廃された。
一方、これまでは他の営業所と違って三菱ふそうのエアロスター（MP37 / MP38）は、未だに導入も転入されていなかったが2024年にエアロスターが新車で2台(T32413,T32414)導入された。これにより寺田団地線において、MP系の車輛は電鉄カラーは八王子担当分と判別できるがバス塗装は八王子営業所で4台いる為混在する事となった。
エアロミディは後述の天狗バスにもなっているAJ系が複数台配置されているほか、2023年8月に桜ヶ丘からMK系が転属しているが経年の為2025年までに除籍された。
小仏線の山01・02・03開業時に用意された専用車両は「高尾山天狗バス」として特別デザインになっている。外装は高尾梅郷をイメージした梅花色をベースにし、内装は高尾山口駅の新駅舎に合わせた明るい木目を使用している。前面には「京王高尾山温泉 / 極楽湯」を表す温泉ヘッドマークを取り付け、側面には高尾山を象徴する天狗と紅葉、梅林や浅川国際鱒釣場のイラストを配置している。車内の降車ボタンにも天狗が描かれており、押すと高尾山薬王院をイメージした法螺貝の音が鳴る仕掛けになっている。既存車両の三菱ふそう・エアロミディ-S（T30808・T30809）を改造したもので、架装は東京特殊車体である。2023年4月のダイヤ改正で山02と山03が廃止され、山01も平日が減便された為、乗客の少ない時間帯において他の路線の運用にも充当される。2024年5月にT30808は除籍され残ったT30809も2025年3月に除籍された。
イーアス高尾シャトルバス運行終了後は小型車の配置はなかったが、2020年にはゆりのき台方面のミニバス「nearくる」用として、専用車両のマイクロバスとしてトヨタ・ハイエース（T72091）が1台納車され、その後2台目（T72092）も納車されている。トヨタ車の社番には、かつて日産ディーゼル・RNに付番されていた70000番台が使用されている。
2021年3月、京王電鉄バスグループでは初となる連節バスを導入した。日野ブルーリボンハイブリッド連節バスが、八王子営業所（C22101）と高尾営業所（T22102）に1台ずつ配置された。
2024年4月に八王子営業所にいた22101が転属してきた。

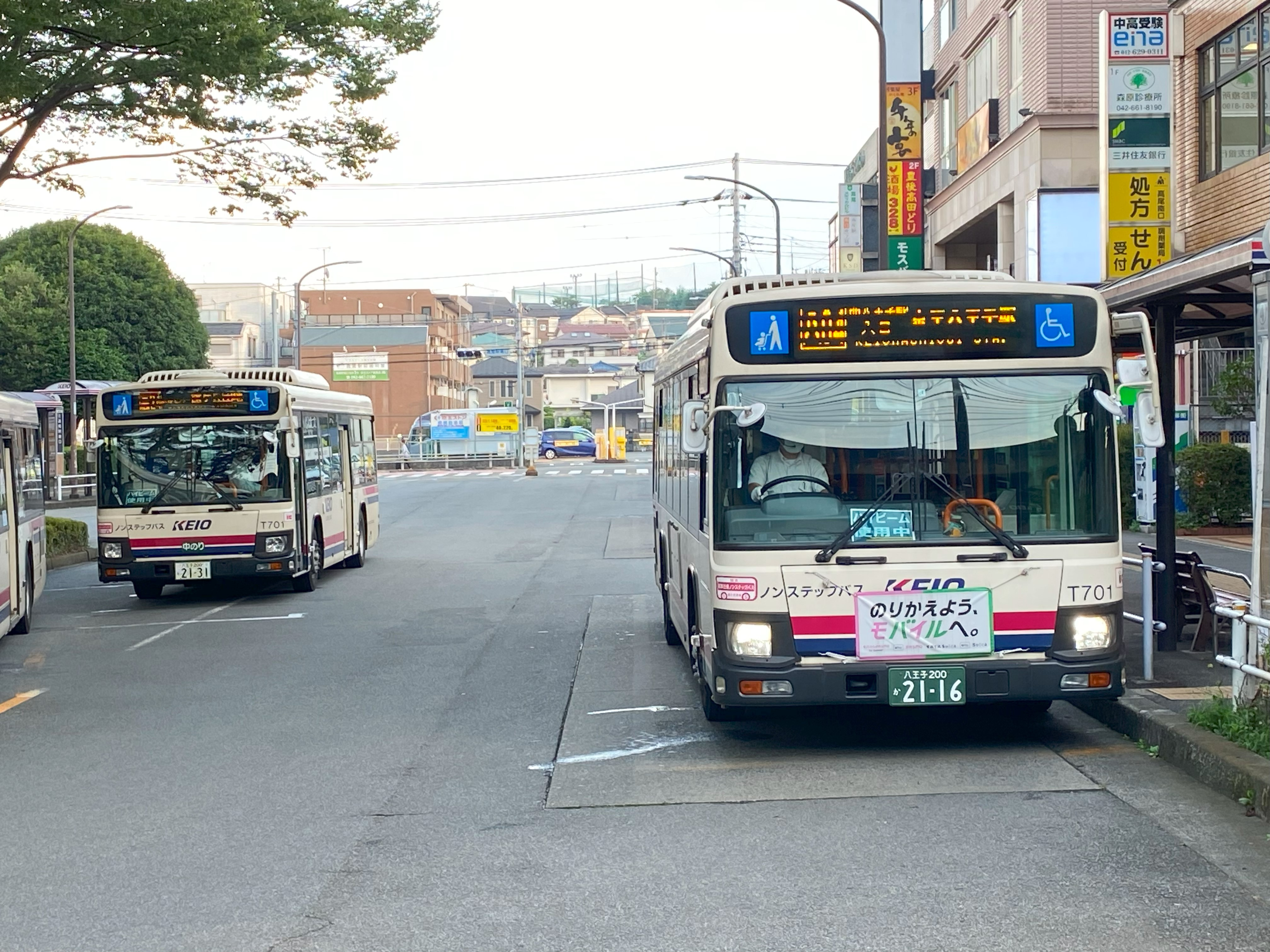
左の日野・ブルーリボンⅡ（T21701）と右のいすゞ・エルガ（T11701）でT701の２台がナンバープレートの違いで分かる。

2023年8月、2007年式のPJ-KV234L1（T20703 - T20705）2008年式のブルーリボンII（PKG-KV234L2、T20808 - T20814）が、桜ヶ丘営業所へ転属された。
2024年5月に永福町営業所より水素バス(T22002,T22302)が2台転属して来た。2025年には新車で1台(T22514)導入された。
主に法政大学体育館の急行に充てられている。

### 現在の車両

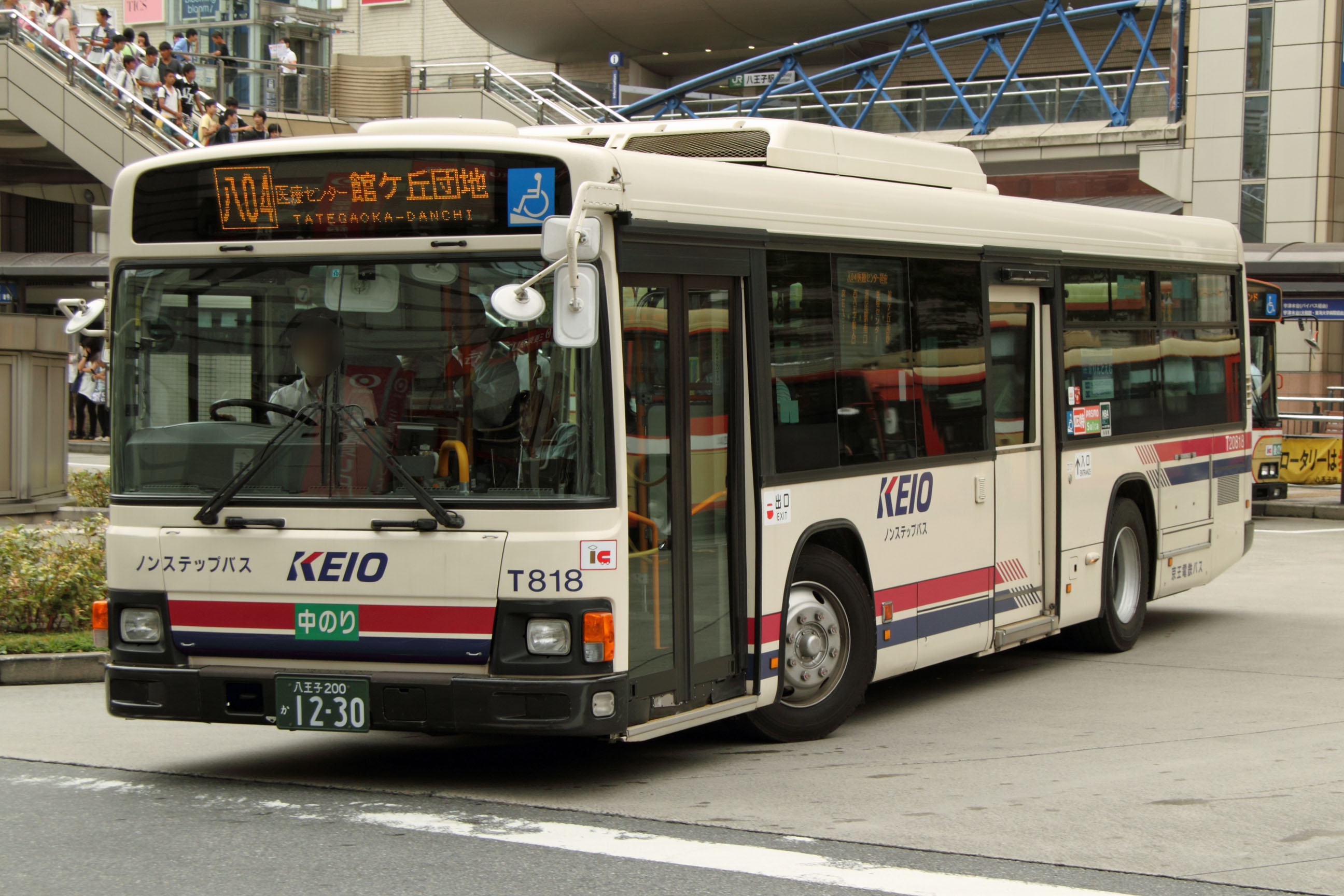
一般路線バスの車両（T20818号車）日野・ブルーリボンⅡ
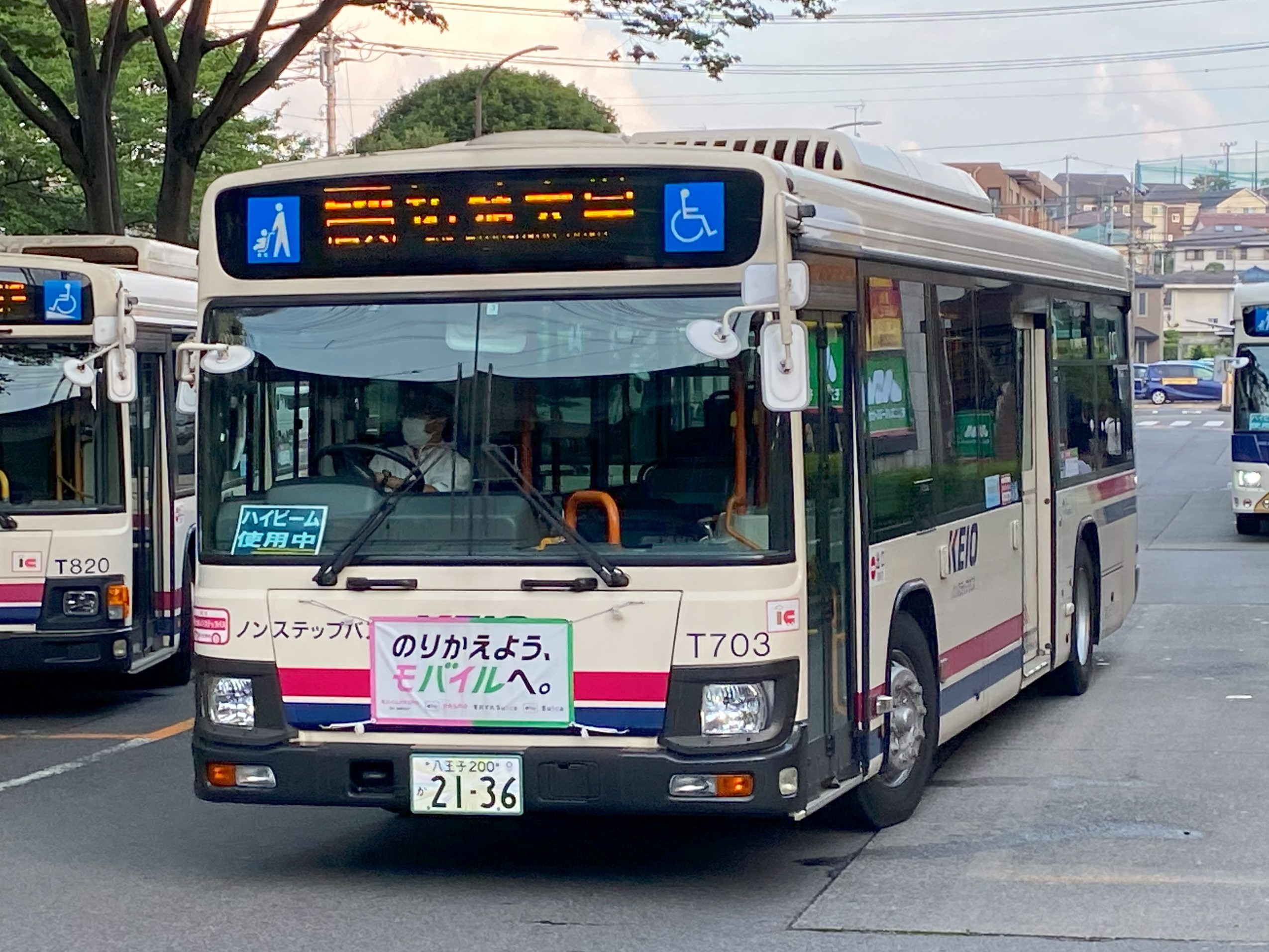
一般路線バスの車両（T21703号車）日野・ブルーリボンⅡ　※八王子・桜ヶ丘からの転属車
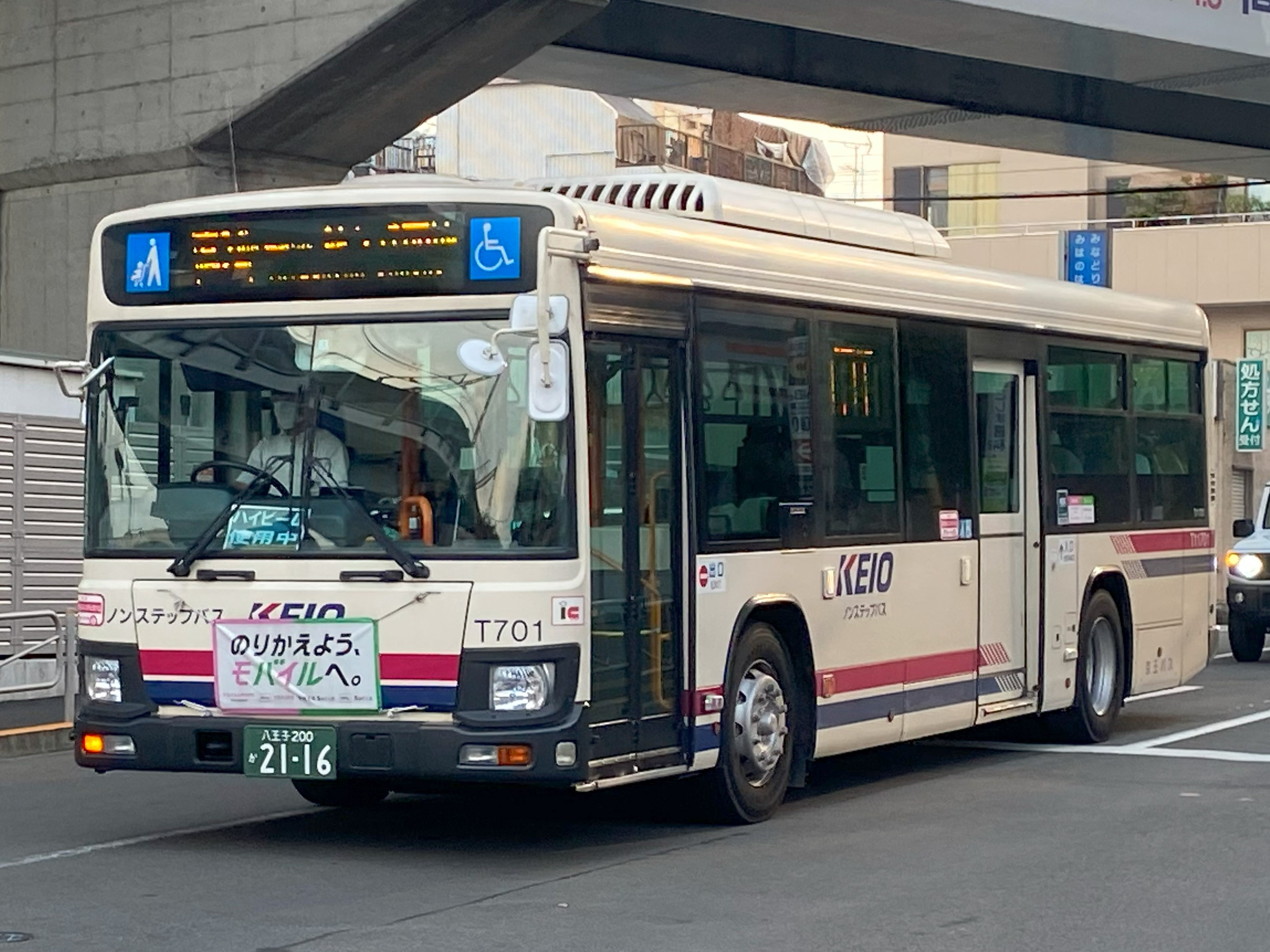
一般路線バスの車両（T11701号車）いすゞ・エルガ　京王電鉄カラー　※桜ヶ丘からの転属車
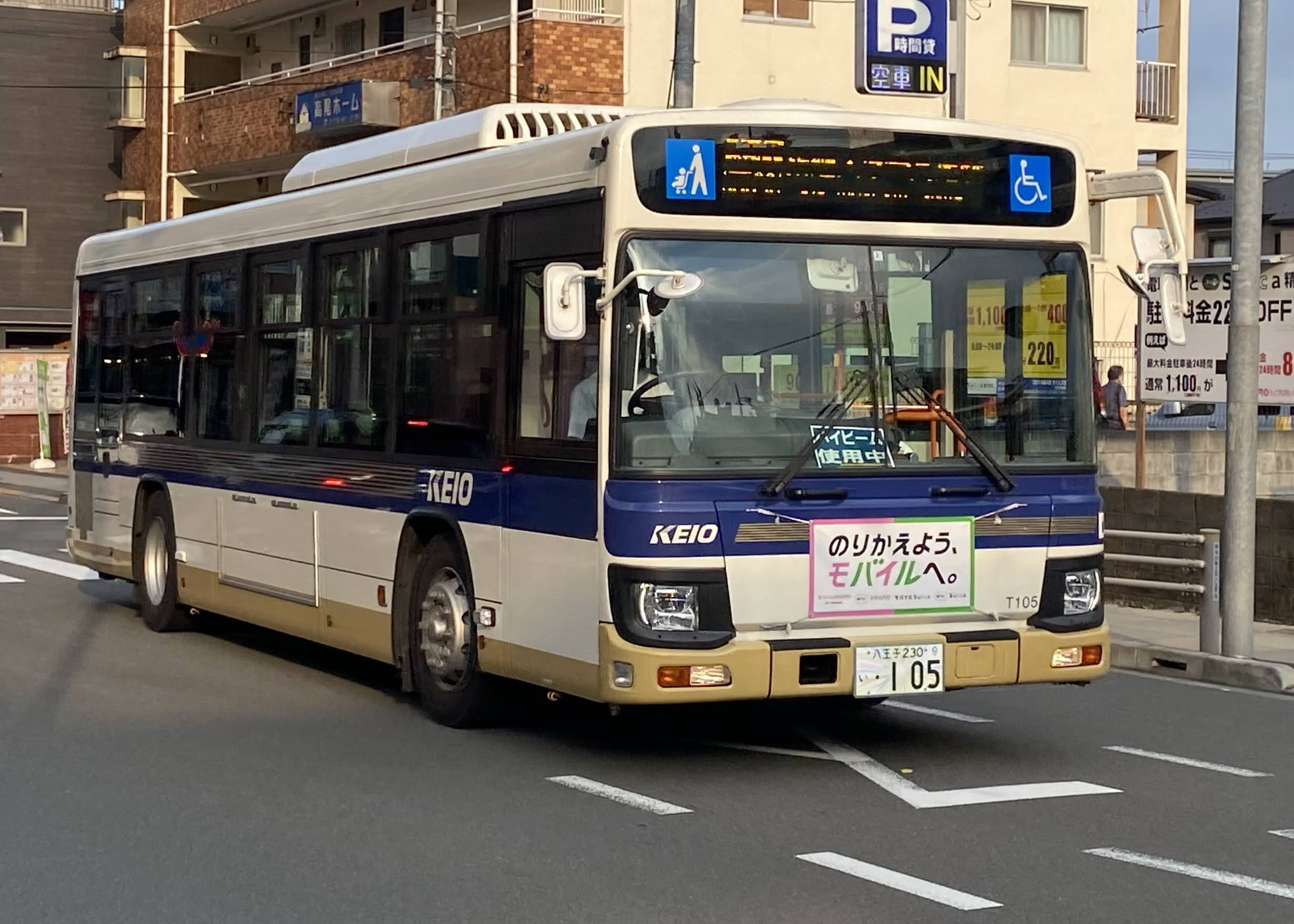
一般路線バスの車両（T12105号車）いすゞ・エルガ　京王バスカラー
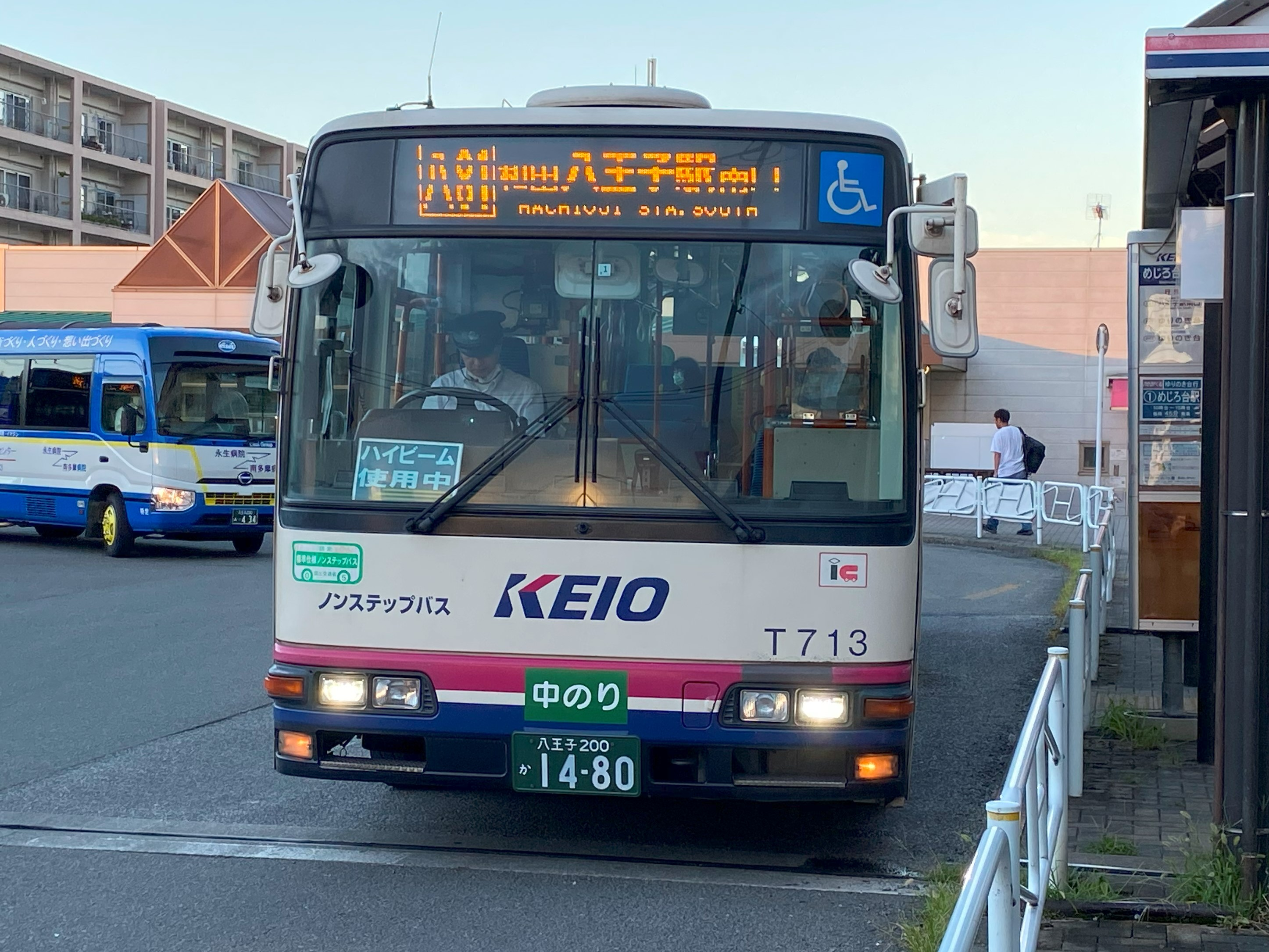
一般路線バスの車両（T30713号車）三菱ふそう・エアロミディMK　京王電鉄カラー　※桜ヶ丘からの転属車
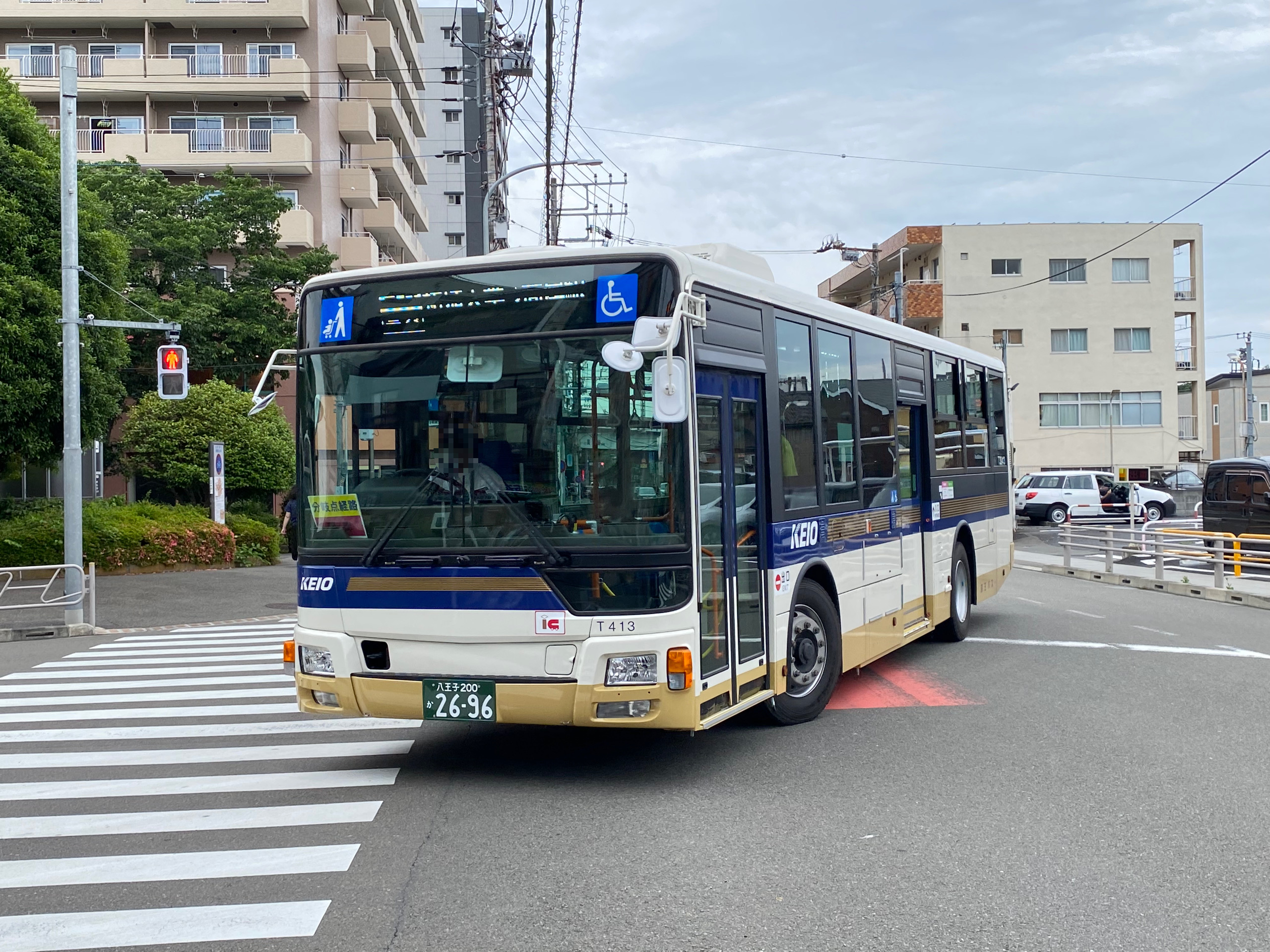
一般路線バスの車両（T32413号車）三菱ふそう・エアロスター
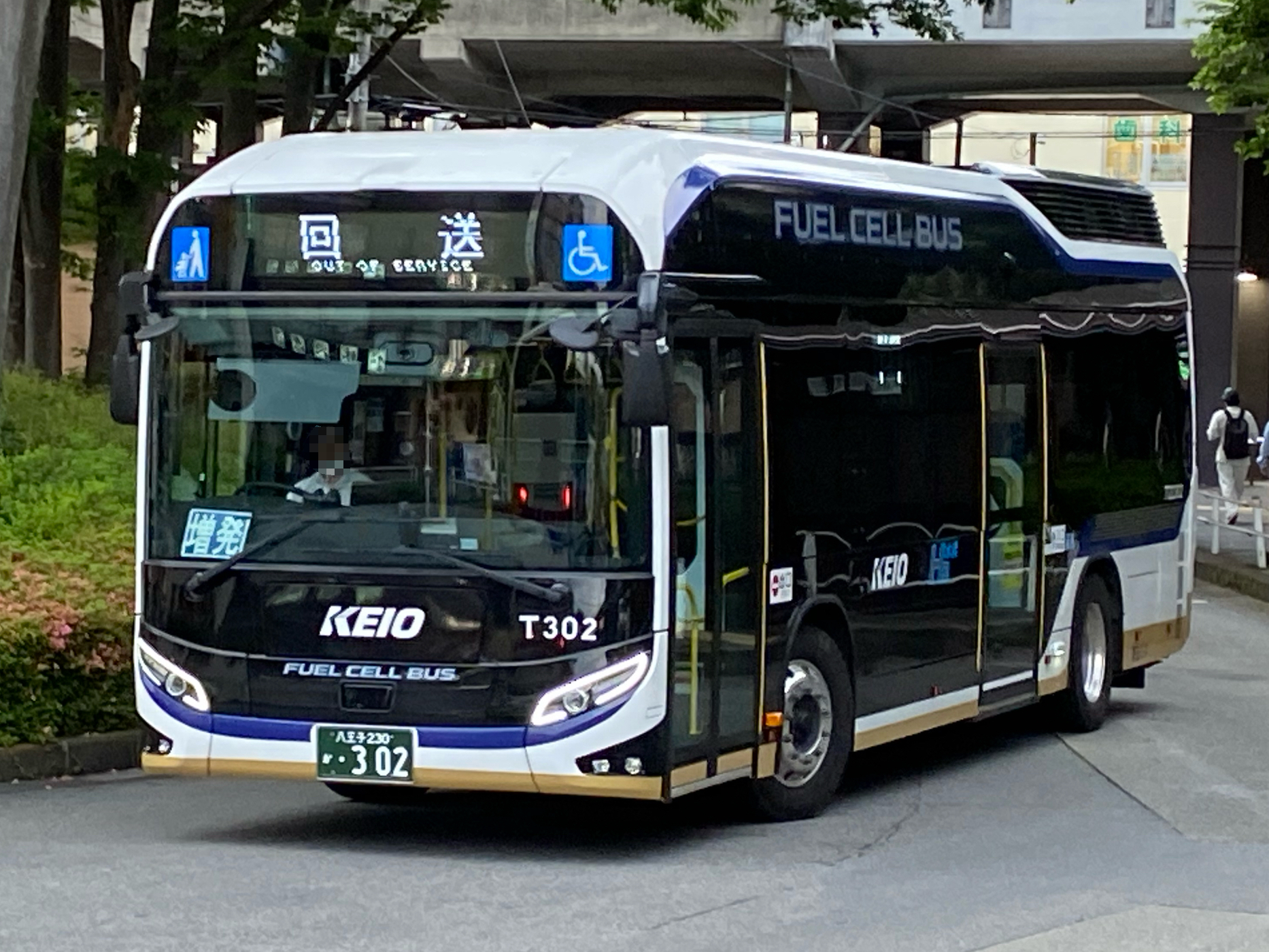
一般路線バスの車両（T22302号車）水素バス　トヨタ・ＳＯＲＡ
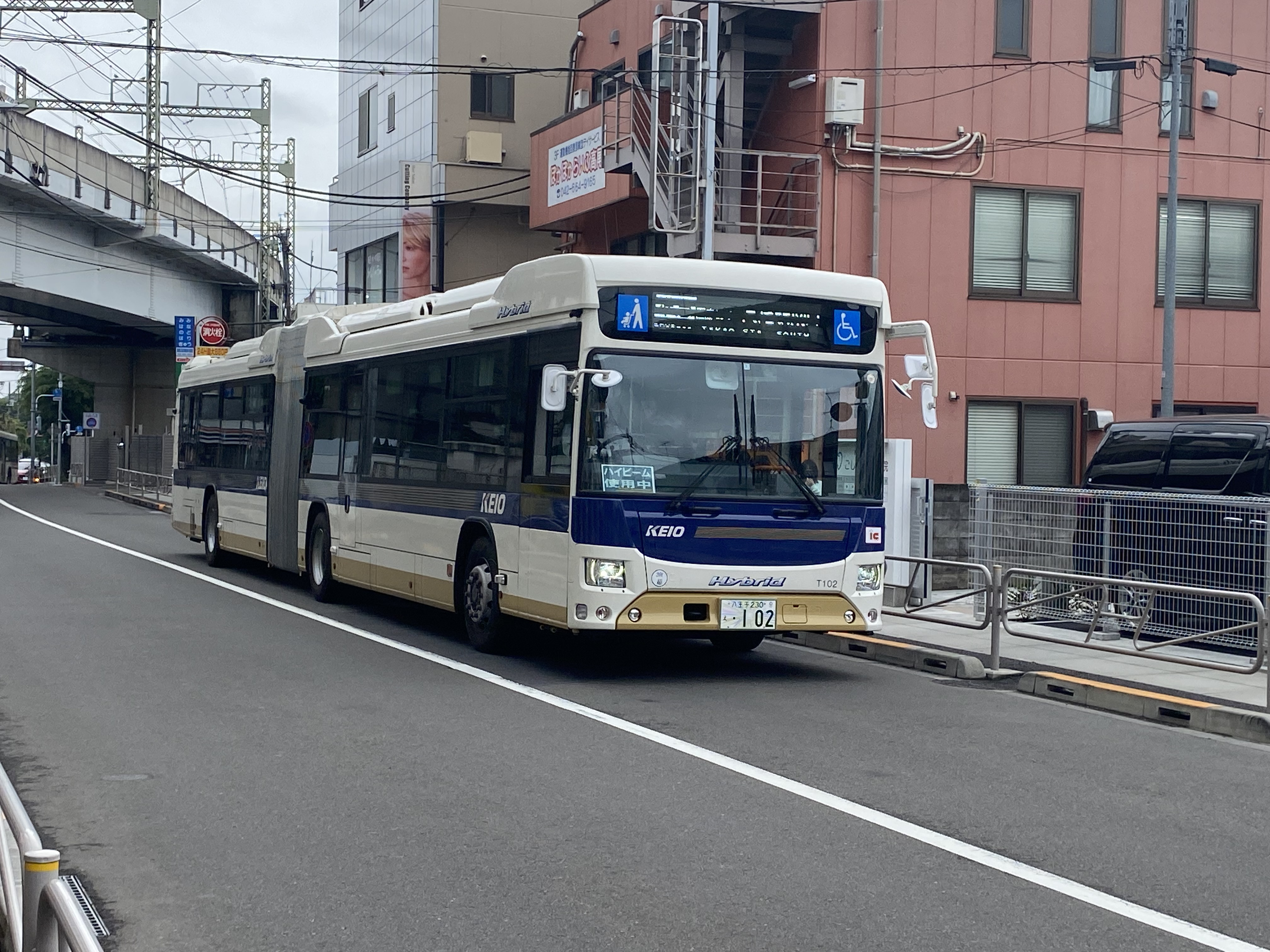
連節バスの車両（T22102号車）ブルーリボンハイブリッド連節バス

### 過去の車両（除籍済など）

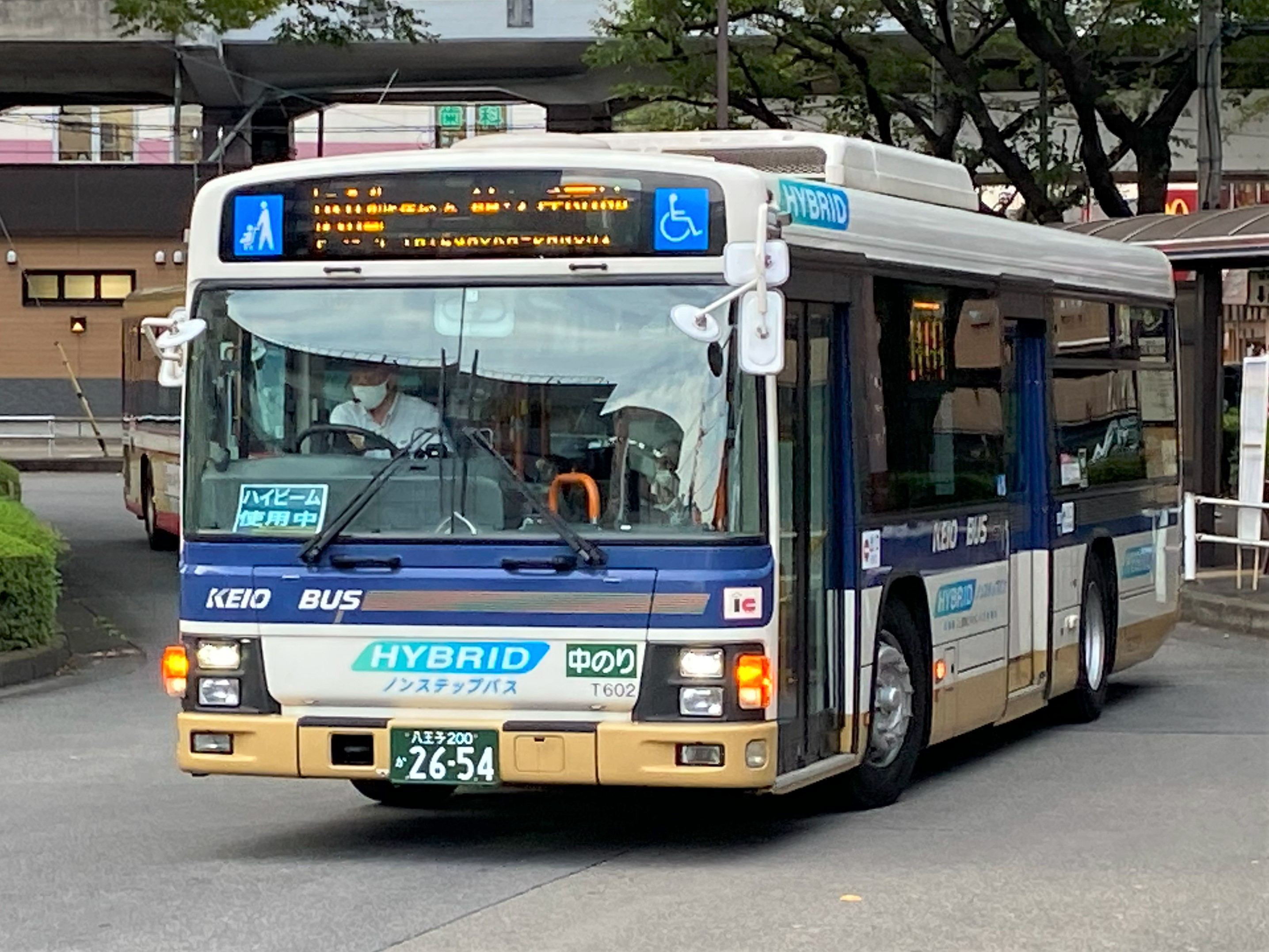
一般路線バスの車両（T11602号車）いすゞ・エルガ　ハイブリッド
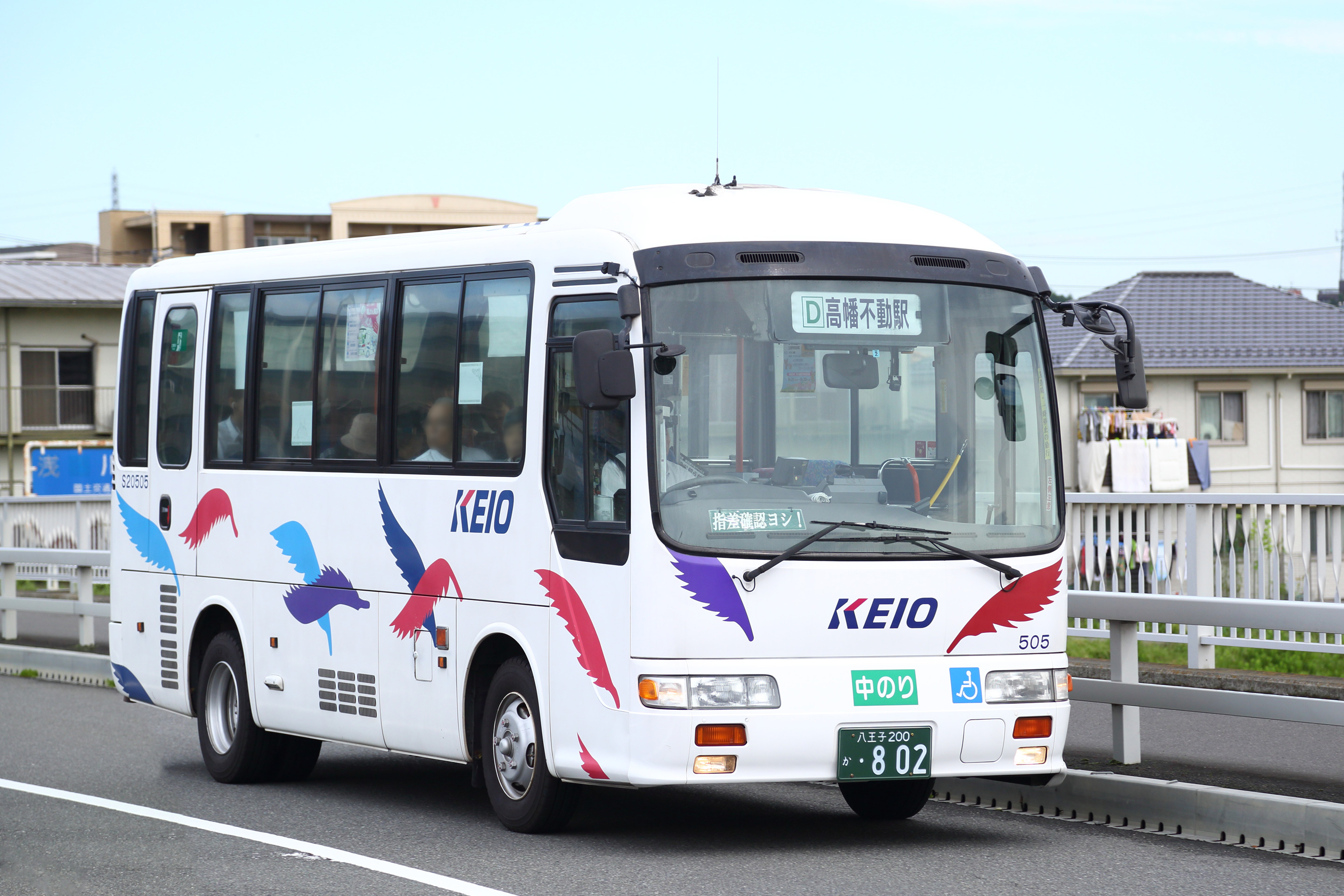
イーアス高尾シャトルバスに使用された車両（20505号車）